# Operació Auca

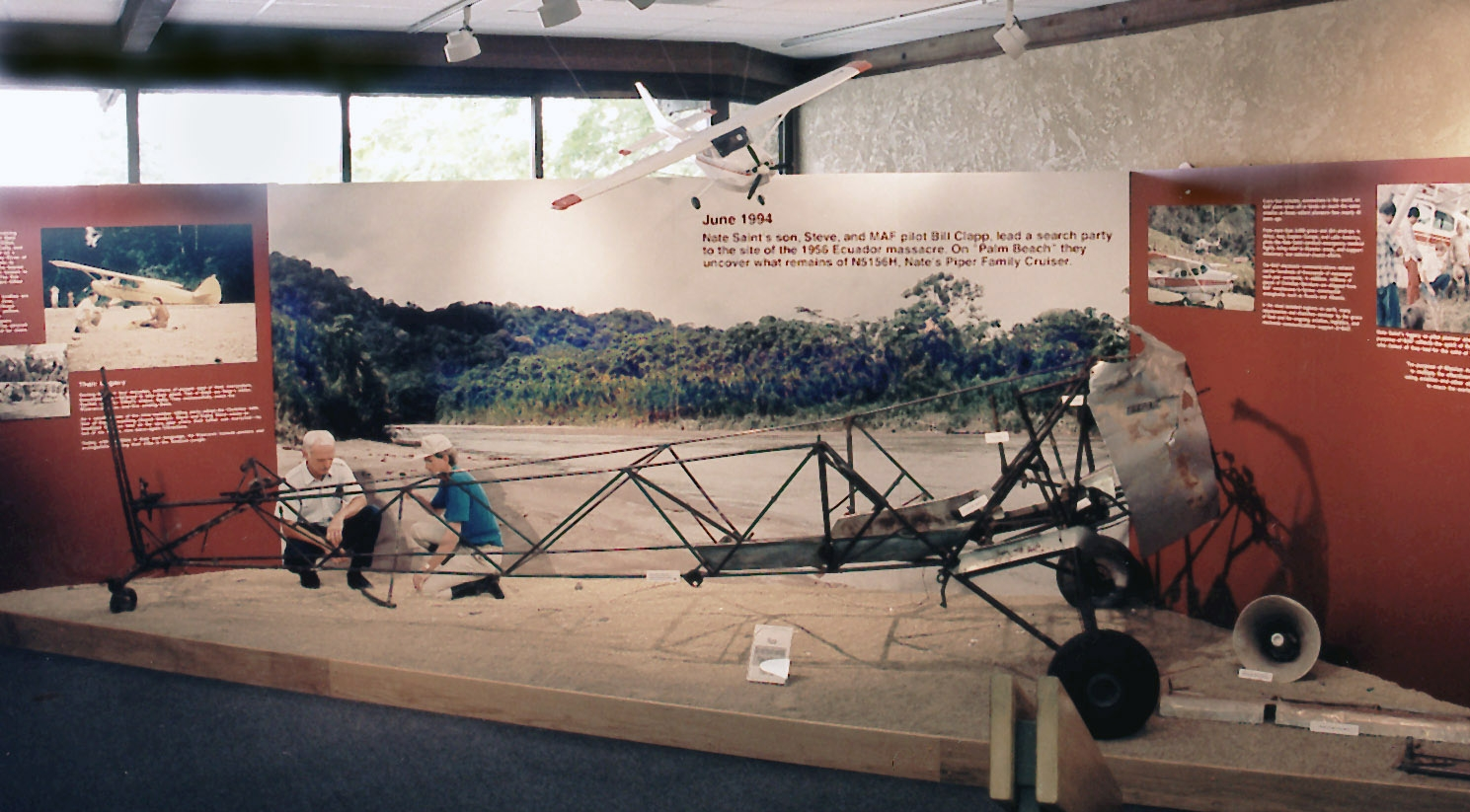
L'armadura reconstruïda de l'avió de Nate Saint, exposat a la seu de la Mission Aviation Fellowship a Nampa, Idaho.

L'operació Auca va ser una temptativa de contacte de cinc missioners evangèlics nord-americans amb els indígenes huaorani de la selva de l'Equador. Els huaorani o waorani -a els qui els quechuas nomenaban pejorativament awqa o auka: «salvatges» o «enemics»- eren una tribu aïllada coneguda per la seva violència contra la seva pròpia gent i contra els estrangers que ingressaven al seu territori. Amb la intenció de ser els primers protestants a evangelitzar als huaorani, els missioners van començar a fer vols regulars sobre els seus assentaments al setembre de 1955, deixant anar petits regals, com  cassoles i botons, des de l'aire. Després de diversos mesos durant els quals van intercanviar regals, el 2 de gener de 1956 els missioners van construir un campament a «Palm Beach», una barra al costat del riu Curaray, a unes poques milles dels assentaments huaorani. No obstant això, la seva obra evangelitzadora va acabar bruscament el 8 de gener de 1956, quan els cinc missioners —Jim Elliot, Nate Saint, Ed McCully, Peter Fleming i Roger Youderian— van ser atacats i assassinats per un grup de guerrers huaorani. La notícia de les seves morts va ser transmesa a tothom, i la revista Life va cobrir l'esdeveniment amb un assaig fotogràfic.
La mort dels evangelitzadors va reactivar l'esforç missioner als Estats Units, donant lloc a una forta inversió de diners per a les missions de tot el món. La seva obra és sovint recordada en les publicacions evangèliques, i el 2006 va ser portada al cinema en la pel·lícula End of the Spear. Diversos anys després de la mort dels missioners, la vídua de Jim Elliot, Elisabeth, i la germana de Nate Saint, Rachel, van tornar a l'Equador com a missioneres amb el Summer Institute of Linguistics per viure entre els huaorani; finalment van acabar convertint a molts, incloent als assassins dels seus sers estimats. Van eliminar en gran manera la violència tribal, i la influència estrangera ha estat determinant per a aquesta nacionalitat indígena.

## Antecedents

### Els huaorani

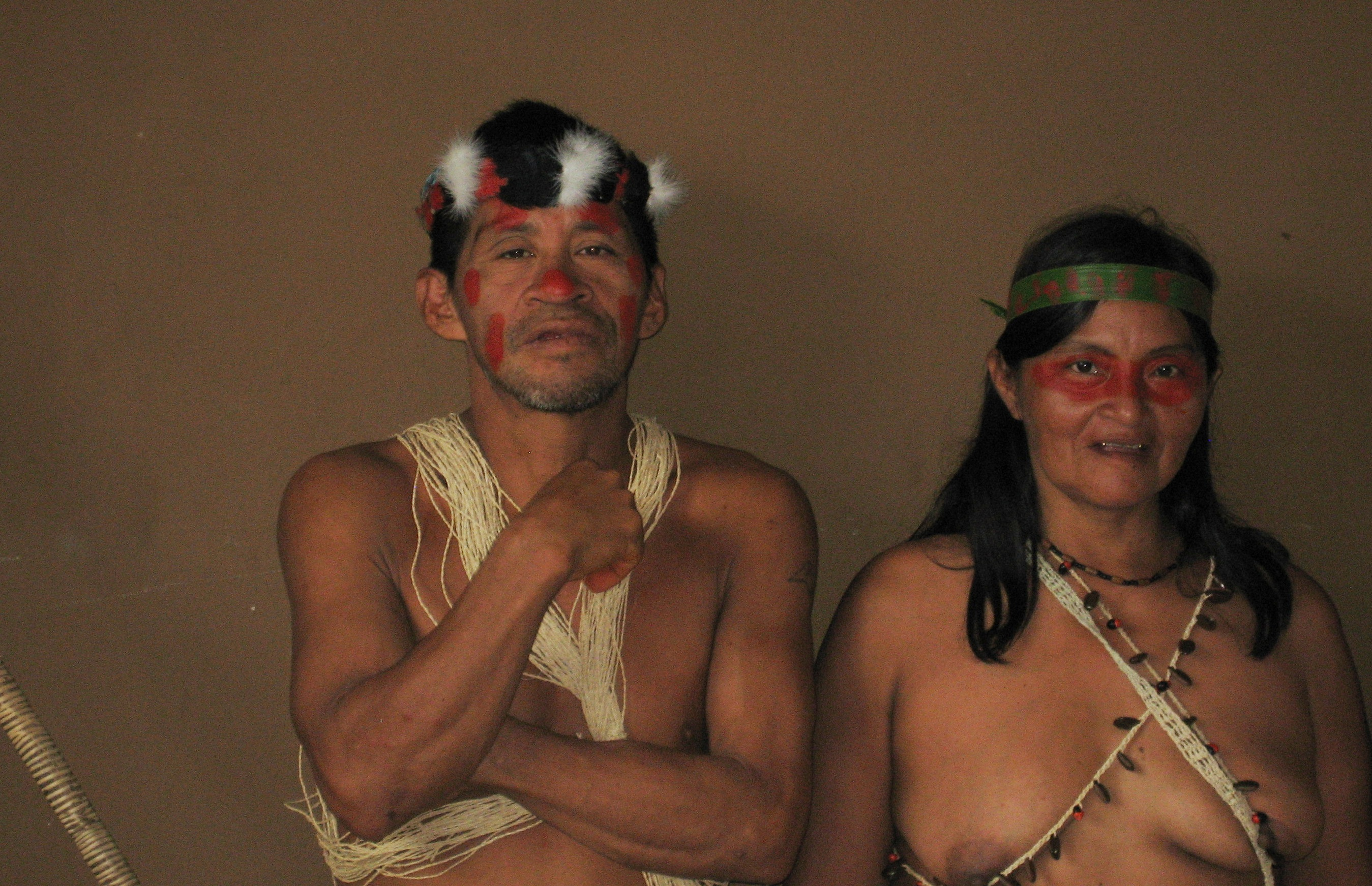
Una parella de huaorani el 2006.

Quan es va realitzar l'operació Auca, els huaorani eren una petita tribu, conformada per al voltant de 600 persones, que habitava la selva de l'Orient equatorià entre els rius Napo i Curaray, una àrea d'aproximadament 20.000 quilòmetres quadrats. La tribu estava dividida en tres grups, hostils entre si: els Geketaidi, els Baïidi, i els Wepeidi. Subsistien a través de la recol·lecció i cultiu de plantes com la yuca i el plàtan, així com de la pesca i la caça per mitjà de llances i sarbatanes. Les unitats familiars consistien d'un home, la seva esposa o esposes, els seus fills solters, les seves filles casades, els seus gendres i els seus nets. Tots residien en un habitatge comunal, separat per diversos quilòmetres d'un altre habitatge similar, on vivien els seus parents propers. Els matrimonis sempre eren endógamos, usualment entre cosins, i arreglats pels pares dels joves.
Abans del seu primer contacte pacífic amb forasters -als quals cridaven cowodi- el 1958, els huaorani defensaven feroçment el seu territori. Veient a tots els cowodi com predadores caníbals, a inicis del segle xx van assassinar extractors de cautxú, a empleats de la Royal Dutch Shell durant els anys quaranta, i a qualsevol foraster que ingressés als seus territoris. Mostraven fins i tot una gran tendència cap a la violència dins de la pròpia tribu, sovint assassinant per venjança a altres huaorani: es realitzaven violentes incursions de grups d'homes que atacaven els habitatges comunals de les seves víctimes a la nit i després fugien. A pesar que es realitzaven intents de treva sovint a través de regals i de l'intercanvi d'esposes, el cicle de violència continuava, per la qual cosa la població huaorani disminuïa i les tribus es fragmentaven.

### Els missioners

Placa homenatge a Jim Elliot i Ed McCully en el Wheaton College.

Jim Elliot es va assabentar de l'existència dels huaorani el 1950 a través d'un exmissioner que havia estat a l'Equador, i aviat va arribar a la conclusió que Déu li encomanava la missió d'evangelitzar als huaorani. Per mitjà de cartes, li va comentar al seu amic Peter Fleming el seu desig de servir com a ministre protestant a l'Equador, i el 1952 els dos van partir amb vaixell cap a Guayaquil com a missioners dels Germans de Plymouth. Van viure sis mesos a Quito amb la intenció d'aprendre l'espanyol, i després es van mudar a Shandia, població de majoria quechua situada dins de la selva equatoriana. Allí van treballar sota la supervisió d'un missioner de la Mission Aviation Fellowship, Wilfred Tidmarsh, i van començar a familiaritzar-se amb la cultura i la llengua quechuas.
Un altre membre de l'expedició era Ed McCully. Jim Elliot va conèixer i va travar amistat amb ell quan tots dos assistien al Wheaton College, a Illinois. Després de la seva graduació, es va casar amb Marilou Hobolth i es va inscriure en un programa de tractament mèdic bàsic d'un any en la School of Missionary Medicine (a Los Angeles). El 10 de desembre de 1952, McCully es va mudar a Quito amb la seva família com a missioner dels Germans de Plymouth, amb la intenció d'unir-se aviat a Elliot i Fleming a Shandia. No obstant això, el 1953 Shandia va ser arrasada per una inundació, raó per la qual va haver de retardar el seu viatge fins a setembre del mateix any.
El pilot de l'equip, Nate Saint, havia servit com a l'exèrcit durant la Segona Guerra Mundial i rebut entrenament de vol com a membre del cos aeri de l'exèrcit dels Estats Units. Després de ser desmobilitzat el 1946, va estudiar també en el Wheaton College, però va abandonar la carrera després de realitzar el 1946 un curs per unir-se a la Mission Aviation Fellowship. Juntament amb la seva esposa Marj, va viatjar a l'Equador cap a finals d'aquest any, i es van establir en les oficines centrals de la MAF a Shell Mera. Poc després de la seva arribada, Saint va començar a transportar provisions i equips als missioners dispersos per tota la selva. Aquest treball va ser el que ho va portar a conèixer als altres quatre missioners, als quals es va unir en l'operació Auca.
També era part de l'equip Roger Youderian, missioner de 32 anys que havia estat treballant a l'Equador des de 1953. Sota l'auspici de la Gospel Missionary Union, al costat de la seva esposa Barbara i a la seva filla Beth es va establir a Macuma, al sud de la selva equatoriana, on va treballar en l'evangelització dels shuar, aprenent la seva llengua i transcrivint-la. Després de treballar amb ells durant aproximadament un any, Youderian i la seva família van començar a evangelitzar una tribu relacionada amb els shuar, els achuar. Va col·laborar amb Nate Saint per proveir-los de subministraments mèdics importants, però després d'un període durant el qual va intentar relacionar-se amb ells, es va adonar que els seus esforços eren infructuosos, i caient en un estat de depressió, va considerar tornar als Estats Units. No obstant això, durant aquest temps Saint li va proposar unir-se al seu equip per conèixer als huaorani, i ell va acceptar.

## Primer contacte

Mapa que mostra els llocs clau de l'operació Auca.

La primera etapa de l'operació Auca va començar al setembre de 1955. Saint, McCully, Elliot, i el seu company missioner Johnny Keenan van decidir iniciar el contacte amb els huaorani i van començar periòdicament a buscar-los per l'aire. Para finals de mes ja havien identificat alguns clars en la selva. Mentrestant, Elliot va aprendre diverses frases en l'idioma dels huaorani gràcies a Dayuma, una jove huaorani que va abandonar la seva tribu i es va fer amiga de Rachel Saint, missionera i germana de Nate Saint. Els missioners esperaven que, mitjançant l'intercanvi regular de regals i la comunicació en la seva llengua, poguessin guanyar-se gradualment la seva amistat.
En vista de la dificultat i risc que implicava contactar amb els huaorani per terra, els missioners van decidir llançar regals per mitjà d'un aeroplà La tècnica que van utilitzar, desenvolupada per Nate Saint, consistia a volar prop del lloc de lliurament en petits cercles concèntrics mentre s'apropava el regal des de l'avió a terra per mitjà d'una soga. Això, en bona part, mantenia el paquet en la mateixa posició a mesura que s'apropava al sòl. El 6 d'octubre de 1955 Saint va fer el primer lliurament, deixant anar una petita olla que contenia botons i sal de roca. El lliurament de regals va continuar durant les següents setmanes, durant les quals els missioners van lliurar matxets, llaços, roba, atuells i diversos collarets.
Després de diverses visites al poble huaorani, que els missioners van nomenar «Terminal City», es van adonar que els huaorani semblaven estar emocionats per rebre els seus regals. Animats, van començar a usar un altaveu per cridar petites frases en huaorani mentre volaven en cercles. Després d'alguns lliuraments més, al novembre els huaorani van començar a lligar regals per als missioners en la soga després de retirar els que rebien. Els missioners van considerar això un gest d'amistat i van elaborar plans per conèixer als huaorani en terra. Saint aviat va localitzar una barra de 180 metres a través del riu Curaray, a aproximadament 7 quilòmetres de «Terminal City», que podia servir-los com a pista d'enlairament i aterratge així com de campament, a la qual va nomenar «Palm Beach».

## Palm Beach

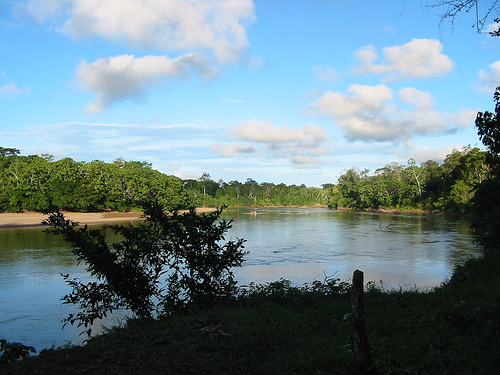
El riu Curaray.

Fins a aquest moment Pete Fleming no s'havia decidit a participar en l'operació i Roger Youderian seguia treballant més al sud de la selva. El 23 de desembre, els Fleming, Saint, Elliot i McCully van elaborar un pla per aterrar a «Palm Beach» i construir un campament, previst pel 3 de gener de 1956. Van acordar portar armes, però van decidir que només les utilitzarien per disparar a l'aire i espantar als huaorani si atacaven. Van construir una espècie de casa d'arbre que podia ser muntada en arribar, i van ajuntar regals, equips de primers auxilis i escrits sobre la llengua huaorani, entre altres coses.
En la vespra del 2 de gener va arribar Youderian i Fleming va confirmar la seva participació, així que els cinc es van reunir a Arajuno per preparar la seva sortida l'endemà. Després d'un petit problema mecànic amb l'avió, Saint i McCully van envolar-se a les 8:02 del 3 de gener i van aterrar amb èxit a la platja al costat del riu Curaray. Saint va tornar i després de traslladar a Elliot i Youderian al campament va realitzar alguns vols més transportant equips. En finalitzar, va volar sobre l'assentament huaorani i, usant un altaveu, els va demanar que visitessin el campament dels missioners. Després va tornar a Arajuno, i l'endemà, ell i Fleming van partir amb avió cap a «Palm Beach».

### La primera visita
El 6 de gener, després que els nord-americans passessin diversos dies esperant i cridant frases bàsiques en l'idioma huaorani a la selva, van arribar els primers visitants: un home jove i dues dones van aparèixer al banc oposat del riu al voltant de les 11:15, i aviat es van unir als missioners, els qui es trobaven acampant. La més jove de les dues dones havia anat en contra de la voluntat de la seva família, i l'home, anomenat Nankiwi i que estava enamorat d'ella, li va seguir. La dona major (d'uns trenta anys) s'havia atribuït la funció de chaperona.
Els missioners els van donar diversos regals, incloent un model d'avió a escala, i els visitants aviat es van relaxar i van començar a conversar lliurement, aparentment sense adonar-se del rudimentari maneig del seu idioma per part dels estrangers. Nankiwi, a qui els missioners van sobrenomenar George, va mostrar interès en el seu avió, de manera que Saint ho va portar  a bord. Al principi van volar al voltant del campament, però Nankiwi semblava estar ansiós per realitzar un segon viatge, així que van volar cap a «Terminal City». En arribar a un clar familiar en la selva, Nankiwi va reconèixer als seus veïns, i traient part del seu cos de l'avió, va començar a saludar i cridar eixelebradament. Avançada la tarda la noia va manifestar tenir son, i encara que els missioners els van oferir hostalatge, Nankiwi i la noia es van anar de la platja sense donar massa explicacions. La dona major aparentment estava més interessada a conversar amb els missioners, i es va quedar en el campament durant gran part de la nit.
Després de veure a Nankiwi en l'avió, un petit grup de huaorani va decidir visitar «Palm Beach», partint al matí del següent dia, 7 de gener. Al camí, van trobar a Nankiwi i a la noia, els qui tornaven sols. El germà de la jove, Nampa, es va enfuriar per aquest motiu, i, segons Nankiwi, per calmar la situació i evitar ser el centre d'atenció, va assegurar que els estrangers els havien atacat a la platja i que, en la seva dificultat per fugir, s'havien separat de la seva chaperona. Gikita, un membre veterà del grup l'experiència del qual amb els forasters semblava haver-li ensenyat que no es podia confiar en ells, va recomanar assassinar-los. El retorn de la dona major i el seu relat de l'amabilitat dels missioners no va ser suficient per dissuadir-los, i aviat van avançar cap a la platja.

### L'atac

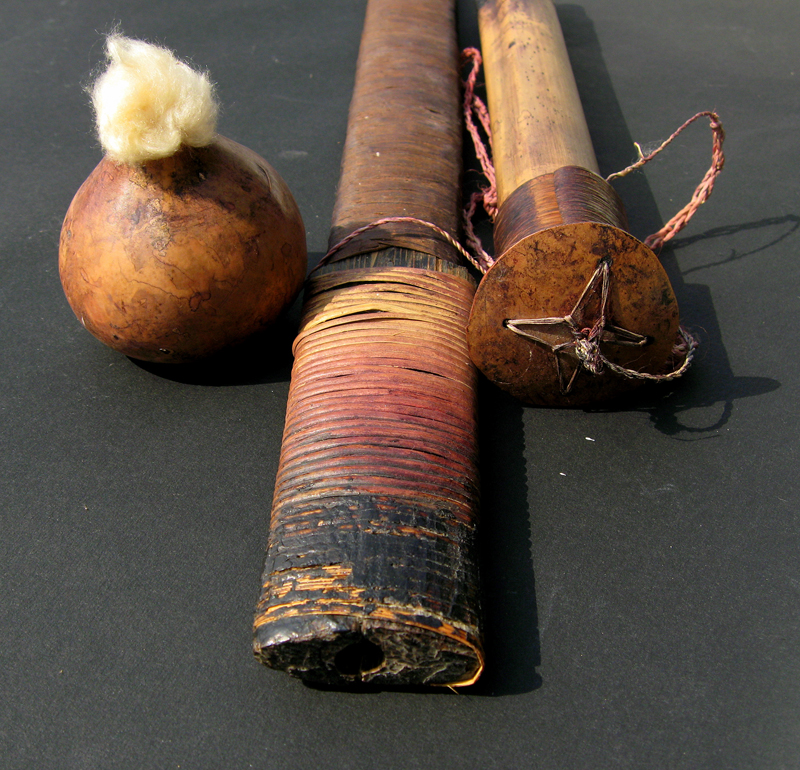
Instruments dels huaorani.

Per als missioners, el 7 de gener simplement era un dia d'espera: confiaven que un grup més nombrós de huaorani arribés durant la tarda, encara que només fora amb la intenció de volar amb avió. Saint va realitzar diversos vols sobre els assentaments huaorani, i en el matí va albirar un grup d'homes de la tribu desplaçant-se cap a «Palm Beach». Emocionat, a les 12:30 va comunicar per ràdio la novetat a la seva esposa, prometent contactar de nou a les 16:30.
Els huaorani van arribar a «Palm Beach» al voltant de les 15:00 i, amb la intenció de dividir els estrangers abans d'atacar-los, van enviar a tres dones a l'altre costat del riu. Una d'elles, Dawa, es va quedar oculta en la selva, però les altres dues es van mostrar. Dos dels missioners van vadear pel riu per saludar-les, però van ser atacats per l'esquena per Nampa. El primer missioner ferit va treure la seva pistola però no va fer cap tret contra els seus atacants
L'altre missioner en el riu, Fleming, abans de ser lanceolat, va reiterar desesperadament les seves ofertes amistoses i els va preguntar en anglès als huaorani per què els estaven assassinant. Mentrestant, els restants guerrers huaorani liderats per Gikita, van atacar als tres missioners que romanien a la platja, lanceant primer a Saint i després a McCully quan va intentar detenir-los. Youderian va córrer cap al aeroplà amb la intenció d'usar la ràdio, però va ser assassinat amb una llança quan aconseguia el micròfon.
Els huaorani van llançar els cadàvers i les pertinences dels missioners al riu, i van destrossar la tela de la seva aeronau. Posteriorment van tornar al seu poble i, anticipant una possible venjança, ho van cremar per complet i van fugir a la selva.

### Esforços de cerca dels missioners
El fet de no rebre notícies de Saint a les 16:30 va preocupar a la seva esposa Marj, però no va explicar a ningú els seus temors sobre aquest tema fins al vespre. Al matí del següent dia, 9 de gener, Johnny Keenan va volar sobre el campament i a les 9:30 va reportar via radio a les esposes dels missioners que la tela de l'interior de l'avió estava destrossada i que els homes no es trobaven en el lloc. Es va contactar immediatament amb el comandant en cap del Comando del Carib, tinent general William K. Harrison, i l'estació de ràdio HCJB de Quito va difondre un butlletí de premsa que anunciava que cinc homes estaven desapareguts en territori huaorani.
Poc després, aeronaus del servei de rescat aeri dels Estats Units, amb base a Panamà, van sobrevolar la selva, i es va organitzar un grup de cerca per terra format per missioners i personal militar. Els primers dos cadàvers van ser trobats l'11 de gener i el dijous el cadàver d'Ed McCully va ser identificat per un grup de quechuas els qui van prendre el seu rellotge com a evidència de la troballa però no van moure el cos de la seva posició al banc del riu Curaray, per la qual cosa després va ser arrossegat pel corrent. Dos cadàvers més van ser trobats el 12 de gener. El grup de cerca suposava que un dels cossos sense identificar fos el de McCully, però tenien esperances que un dels missioners hagués escapat. No obstant això, el 13 de gener, els quatre cadàvers trobats van ser identificats gràcies als seus rellotges i anells de noces. El cos de McCully no estava entre ells, confirmant la suposició que els cinc missioners estaven morts. Enmig d'una tempesta tropical, els quatre cadàvers van ser enterrats en una fossa comuna a «Palm Beach» el 14 de gener per membres del grup de cerca per terra.

## Conseqüències

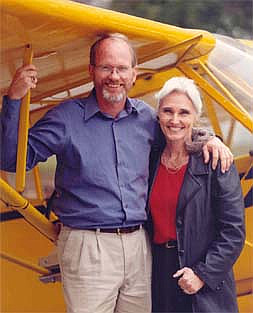
Steve Saint, fill del missioner assassinat Nate Saint i continuador de la seva obra a l'Equador, al costat de la seva esposa Ginny.

La revista Life va cobrir la mort dels missioners amb un assaig fotogràfic, que incloïa fotografies preses per Cornell Capa i algunes preses pels cinc homes abans de la seva mort. La consegüent publicitat mundial li va donar a diverses organitzacions missioneres un poder polític significatiu, especialment als Estats Units i Amèrica Llatina. El més prominent entre aquests era el Summer Institute of Linguistics (SIL), organització per la qual treballaven Elisabeth Elliot i Rachel Saint. A causa de l'assassinat del seu germà, que ella va considerar un exemple de martiri, Saint es considerava a si mateixa lligada espiritualment als huaorani, creient que el seu assassinat, que ella va interpretar com un sacrifici pels huaorani, tenia una relació simbòlica amb la mort de Crist per a la salvació de la humanitat. El 1957, Saint i la seva companya huaorani Dayuma es van anar de gira pels Estats Units i van aparèixer al programa de televisió This Is Your Life. També van aparèixer en una croada de l'evangelista Billy Graham a Nova York, raons per les quals va créixer la popularitat de Saint entre els cristians evangèlics, incrementant-se significativament les donacions pel SIL.
Saint i Elliot van tornar a l'Equador per treballar entre els huaorani, creant un campament anomenat «Tihueno» prop d'un antic assentament de la tribu. Rachel Saint i Dayuma estaven unides, segons la visió huaorani, pel seu duel compartit, ja que també havia mort la germana de Dayuma, Nemo, nom que va assumir Saint en la seva missió. Els primers huaorani a establir-se aquí van ser principalment dones i nens d'un grup huaorani anomenat «Guiquetairi», però el 1968 se'ls va unir un grup huaorani enemic, conegut com a «Baihuari». Elliot havia tornat als Estats Units a inicis de la dècada de 1960, així que Saint i Dayuma van treballar juntes per alleujar el conflicte resultant. Van aconseguir assegurar la cohabitació dels dos bàndols per mitjà de diversos matrimonis intergrupals, raó per la qual els enfrontaments entre clans es van detenir.
Saint i Dayuma, juntament amb el SIL, van negociar amb el govern de l'Equador la creació d'una reserva oficial huaorani el 1969, agrupant als huaorani. L'any 1973 vivien a «Tihueno» (Tewaeno) més de 500 persones, dels quals més de la meitat havia arribat durant els sis anys anteriors.
El 1990, el govern equatorià va estendre legalment la reserva inicial negociada amb SIL a una àrea de 716.000 ha, una mica menys de la tercera part de les 2.000.000 ha que cobria el territori huaorani abans de la penetració europea.
Cinc comunitats, entre elles els tagaeri, van decidir no obstant això romandre aïllades en les parts més remotes del seu territori, rebutjant tot contacte amb els cowode (no huaorani).

## Llegat

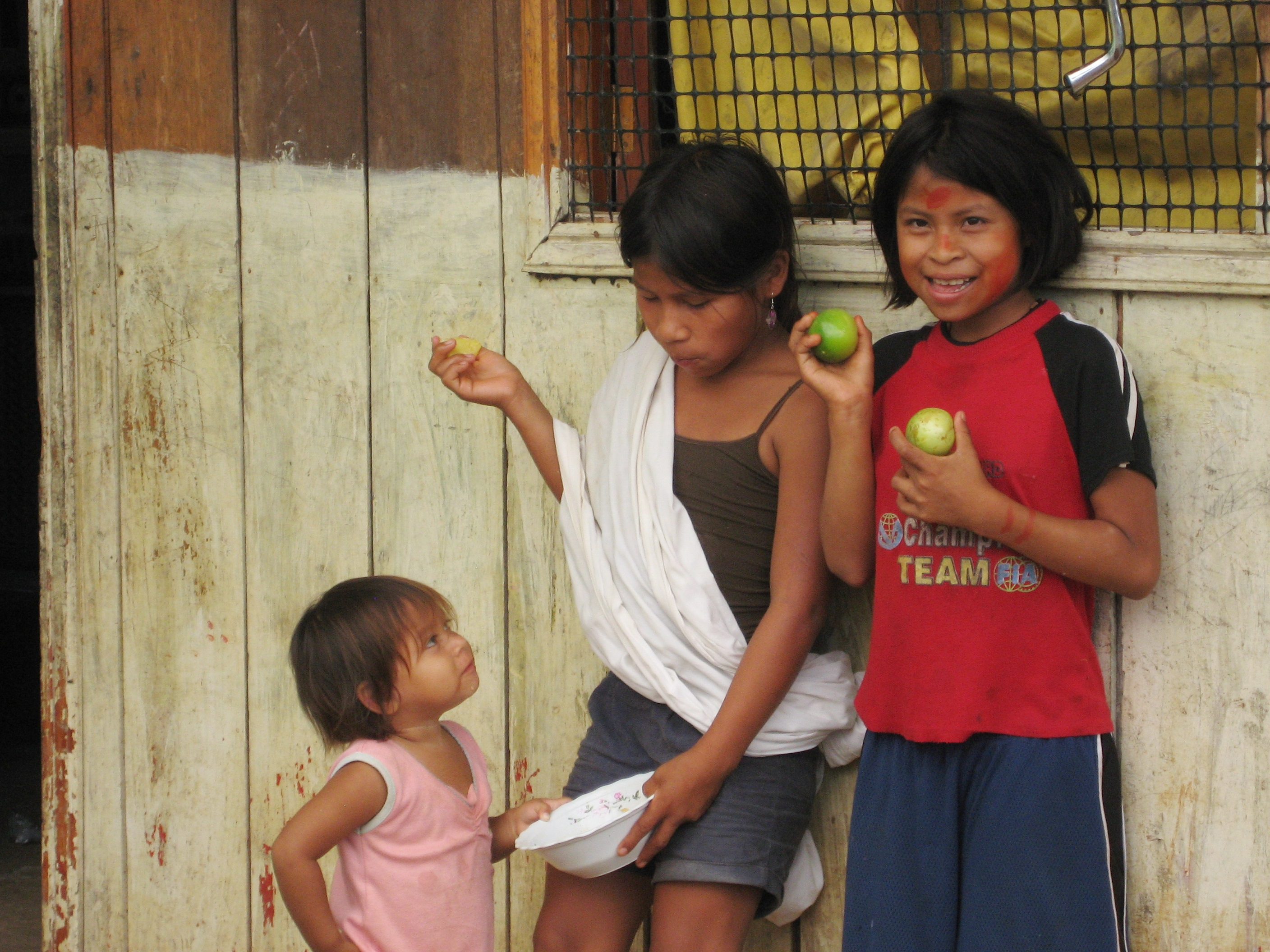
Tres nens huaorani l'any 2008.

### Visió cristiana
Entre els cristians evangèlics, els cinc missioners assassinats són en general considerats màrtirs i herois. S'han escrit nombrosos llibres sobre l'operació i diverses biografies dels missioners, sent les més conegudes les d'Elisabeth Elliot. Els successius aniversaris de les seves morts s'han recordat per mitjà de publicacions i la seva història, així com la subsegüent acceptació del cristianisme entre els huaorani, s'adaptat en diverses pel·lícules. Entre els homenatges més destacables es troba el llibre i documental  (Through Gates of Splendor, 1967), que inclou entrevistes a les famílies dels missioners i a diversos membres de la tribu que els va atacar, la seva continuació Beyond the Gates of Splendor (2004), i la pel·lícula de 2006 End of the Spear (Punta de Llança), que va recaptar aproximadament 12 milions de dòlars.

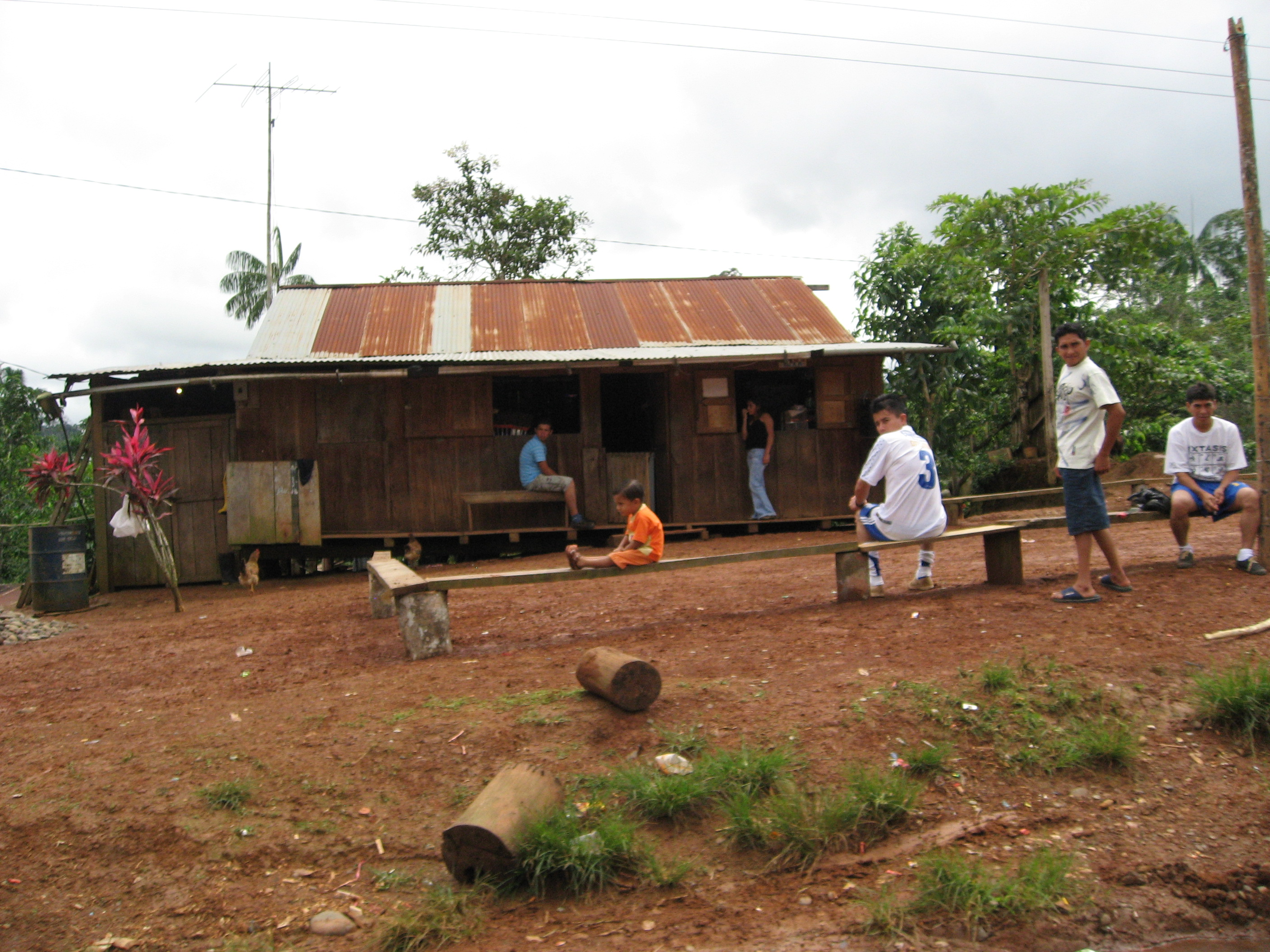
Una vila huaorani en l'actualitat.

Els autors cristians consideren positives tant l'operació com els successius esforços missioners de Rachel Saint i organitzacions missioneres com Mission Aviation Fellowship, Wycliffe Bible Translators, HCJB World Radio, Avant Ministries (anteriorment Gospel Missionary Union), i altres. Específicament ressalten el declivi de la violència entre els membres de la tribu, les seves nombroses conversions al cristianisme i el creixement d'una comunitat eclesial local.

### Visions antropològiques
Els antropòlegs estan d'acord que els missioners van contribuir a la disminució de la pràctica huaorani de la venjança i la conseqüent disminució de la mortalitat lligada a aquesta. El treball del Summer Institute of Linguistics «va pacificar» als huaorani durant els anys 1960.
L'antropòloga Alison Brysk, afirma que el SIL va informar als huaorani dels seus drets] legals i els va ensenyar com defensar-se dels interessos de les multinacionals. James S. Boster va més lluny, suggerint que la «pacificació» de la tribu va ser el resultat del «esforç actiu» dels propis huaorani i no sol producte de la imposició dels missioners. Argumenta que els ensenyaments cristians van servir com una via de fuita del cicle de violència dins de la comunitat, perquè va proporcionar una motivació vàlida per abstenir-se de la violència.